# Slovakiaring
L'Automotodróm Slovakia Ring (o, più brevemente, Slovakiaring) è un autodromo situato a Orechová Potôň, in Slovacchia, a circa 30 km di distanza dall'Aeroporto di Bratislava. Venne costruito tra il 2008 e il 2009. Sam Bird ha stabilito l'attuale record del circuito il 5 settembre 2012 durante una sessione di test di Formula Renault 3.5 Series. Segnò 1'41"600 con la sua Dallara T12 preparata dal team ISR Racing.

## Il circuito
Il tracciato è caratterizzato da un lungo rettilineo dei box seguito da una lunga successione di curve di grande varietà, talvolta inframezzate da brevi rettilinei. Il primo tratto è il più veloce in quanto, al rettifilo principale, se ne aggiungono altri due più corti intervallati da due veloci curvoni a destra. Il tratto centrale è il più lento per via di curve più numerose e strette, che lasciano poi spazio al secondo rettilineo per lunghezza che precede l'ultimo lungo curvone a destra di oltre 180°.
Sono presenti varie bretelle per poter usare l'autodromo in varie configurazioni.
La pista è pressoché piatta, fatta eccezione per un piccolo ma aspro rialzo dopo la prima curva, che rende cieco l'ingresso della seconda.
Il pilota neozelandese Matt Halliday sostenne che le Porsche a motore posteriore faticavano a percorrere i curvoni a lungo raggio dello Slovakia Ring a causa del minor carico aerodinamico all'anteriore rispetto alle altre vetture.

## Eventi principali

### GT3 European Championship
Il 21 agosto 2011, la pista ospitò il quinto round del GT3 European Championship. Vincitori delle due gare di 29 giri furono Dominik Baumann/Brice Bosi e Philippe Giauque/Mike Parisy, entrambi alla guida di Mercedes-Benz SLS AMG.

### WTCC
Il 6 febbraio 2012 si annunciò che lo Slovakiaring avrebbe rimpiazzato la gara d'Argentina nel calendario della WTCC 2012. L'evento ebbe luogo il 29 aprile 2012, con la vittoria di Gabriele Tarquini con una SEAT León in gara-1 e di Robert Huff con una Chevrolet Cruze in gara-2.

### GT1 World Championship
Il 10 giugno 2012, il tracciato ospitò il quarto round del GT1 World Championship.

### FIM EWC
A partire dal 2018 lo Slovakiaring fa parte del calendario del Campionato mondiale Endurance di motociclismo.